# Гервартов
Гервартов або Гервартів (словац. Hervartov) — село в Словаччині, Бардіївському окрузі Пряшівського краю. Розташоване в північно-східній частині Словаччини, у східній частині Чергівських Гір.
Вперше згадується у 1406 році.
В селі є дерев'яний римо-католицький костел св. Франциска Ассізького з 2 половини 15 ст., національна культурна пам'ятка, у 2008 році занесена до списку ЮНЕСКО.

## Населення
| Рік:            | 1994. | 2004.   | 2014.   | 2024.   |
| --------------- | ----- | ------- | ------- | ------- |
| Кількість осіб: | 495   | 507     | 494     | 518     |
| Різниця:        |       | +2,42 % | -2,56 % | +4,85 % |

| Рік:            | 2023. | 2024.   |
| --------------- | ----- | ------- |
| Кількість осіб: | 524   | 518     |
| Різниця:        |       | -1,14 % |

В селі проживає 495 осіб.

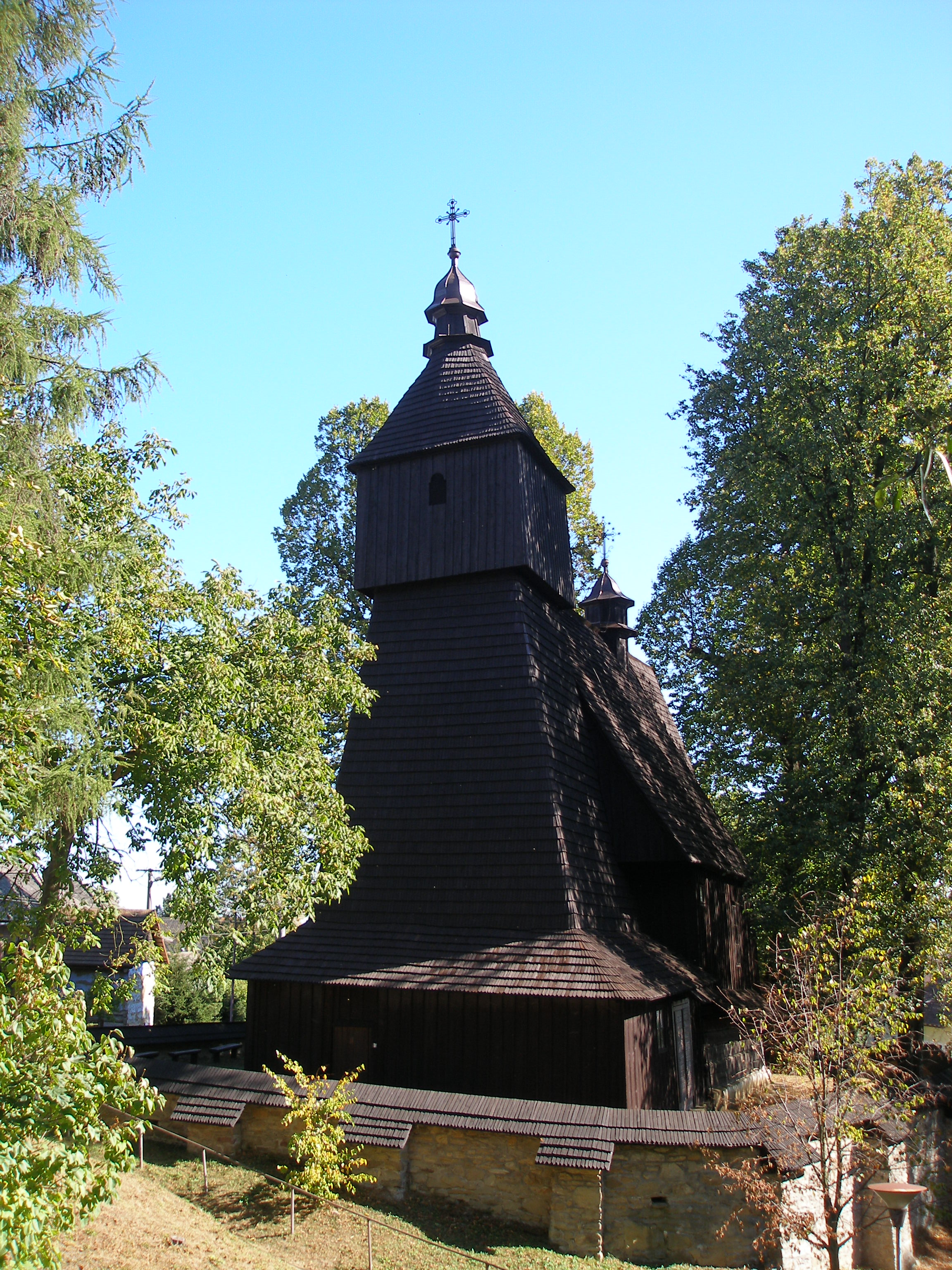
Дерев'яний костел св. Франциска Ассізького з 2 половини 15 ст.

Національний склад населення (за даними останнього перепису населення — 2001 року):
- словаки — 99,81%
- русини — 0,19%

Склад населення за приналежністю до релігії станом на 2001 рік:
- римо-католики — 97,86%,
- греко-католики — 1,56%,
- православні — 0,19%,
- не вважають себе віруючими або не належать до жодної вищезгаданої церкви — 0,38%